# Янніс Мочос
Янніс Мочос (грец. Γιάννης Μότσιος; нар. 1 березня 1930, Деспотіс, Гревена, Грецьке королівство) — грецький літературознавець, поет і письменник, перекладач, кандидат філологічних наук. Переклав твори низки грецьких авторів українською мовою. Його вірші перекладались і видавались в Україні.

## Біографія
Народився 1 березня 1930 року в селі Деспотіс у номі Гревена. Закінчив початкову школу в Деспотісі. 1946 року закінчив прогімназію у Гревені. З 16 років брав участь у Громадянській війні у 1947—1949 роках, був останнім радистом Демократичної армії у горах Грамос. Разом із вцілілими бійцями ДАД 1949 року вивезений до СРСР.
Атестат про середню освіту здобув у Ташкенті в Узбецькій РСР. З 1954 року був студентом філологічного факультету в Ташкентському (Середньоазіатському), у 1958—1959 роках — Київському університетах. У Києві навчався в Андрія Білецького. 1959 року закінчив з відзнакою Київський державний університет, захистив дипломну роботу з творчості Янніса Ріцоса, і вступив до аспірантури до Інституту світової літератури Академії наук СРСР за спеціальністю «Нова грецька література». За київський період написав близько 40 статей і познайомився з дружиною. 1962 року захистив кандидатську дисертацію на тему «Життя та творчість Діонісіоса Соломоса». У тому ж інституті працював штатним науковим співробітником до 1976 року, вивчав майже виключно новогрецьку літературу, а також візантійську поему «Дігеніс Акрітас» та поствізантійську літературу.
У СРСР був антисталіністом, зустрічався з усіма важливими радянськими інтелектуалами та художниками, зокрема Арсенієм Тарковським. У Москві брав участь у підготовці мемуарів Маркоса Вафіадіса, хоча той перебував під постійним наглядом КДБ.
1976 року репатрійований і влаштувався в Афінах. Протягом 18 місяців був безробітним. Три роки пропрацював у приватній школі Φροντιστήρια «Παιδεία». У 1980—1984 роках працював дослідником в Університеті Криту, з 1984 року викладав в Університеті Криту, а 1986 року став доцентом Університету Яніни на відділенні новогрецької філології. До 1997 року викладав грецьку й іноземну літературу, теорію літератури, тексти та народні пісні. Вперше в грецьких університетах викладав курс грецької літератури періоду Італо-грецької війни, окупації та Руху Опору. Протягом трьох років викладав грецьку літературу в Софійському університеті.
У 2013—2016 роках організував чотири Міжбалканські філологічні конгреси (Διαβαλκανικό φιλολογικό συνέδριο).
Став першим перекладачем російською творів Нікоса Казандзакіса, Діонісіоса Соломоса, Костіса Паламаса, Костаса Варналіса, перекладав українською Нікоса Казандзакіса, Янніса Ріцоса, Темоса Корнароса («Концтабір Хайдарі»), Костаса Кодзяса й інших грецьких авторів.
Автор 34 книг. Його твори перекладені російською, англійською, французькою, сербською, болгарською й українською мовами. Його вірші перекладені та видані в Росії, Україні, Грузії, Болгарії, Угорщині. Писав біографії грецьких письменників, статті про новогрецьку літературу в радянських енциклопедіях (Третє видання «Великої радянської енциклопедії», «Коротка літературна енциклопедія»), а також статті про авторів з СРСР, Болгарії, Сербії, та статті про них для грецьких енциклопедій. Автор опублікованих у СРСР книг «Костас Варналіс і література грецького опору» (Вища школа, 1968) та «Сучасна грецька література» (Наука, 1973).